# Maimuna carmelica
Maimuna carmelica là một loài nhện trong họ Agelenidae.
Loài này thuộc chi Maimuna. Maimuna carmelica được Gershom Levy miêu tả năm 1996.